# Rubus milfordensis
Rubus milfordensis är en rosväxtart som beskrevs av Eric Smoothey Edees. Rubus milfordensis ingår i släktet rubusar, och familjen rosväxter. Inga underarter finns listade i Catalogue of Life.